# Radiante

Un angolo misurato in radianti

Il radiante (generalmente indicato rad quando necessario) è l'unità di misura dell'ampiezza degli angoli del Sistema internazionale di unità di misura. Tale misura rappresenta il rapporto tra la lunghezza dell'arco di circonferenza tracciato dall'angolo e la lunghezza del raggio di tale circonferenza; essendo il rapporto tra due grandezze omogenee, è un numero puro.

## Definizione di radiante

Un arco di un cerchio della stessa lunghezza del raggio dello stesso cerchio corrisponde a un angolo di 1 radiante. Un cerchio intero corrisponde a un angolo di 2π radianti.

Alcuni angoli misurati in radianti

Si prenda una circonferenza con centro nel vertice dell'angolo. Siano {\displaystyle l} la lunghezza dell'arco intercettato dall'angolo sulla circonferenza, {\displaystyle r} quella del raggio della circonferenza, {\displaystyle c} quella della circonferenza e {\displaystyle \alpha } l'ampiezza dell'angolo. Il rapporto {\displaystyle l/r} non dipende dalla lunghezza del raggio, ma solo dall'ampiezza dell'angolo. Questa circostanza permette di definire la misura in radianti dell'angolo come:
{\displaystyle \alpha ^{\mathrm {rad} }={\frac {l}{r}};}
{\displaystyle l=r\cdot \alpha ^{\mathrm {rad} }.}
Da ciò si evince che il radiante è un numero puro, ossia è adimensionale, dato che esprime il rapporto fra due lunghezze.
Infatti: [rad] = [L] / [L] = [1].
Definiamo come radiante l'ampiezza dell'angolo che sottende un arco di circonferenza che, rettificato, abbia lunghezza uguale al raggio della circonferenza stessa. In parole povere un radiante è l'angolo che si ha in corrispondenza di un arco di lunghezza pari al raggio della circonferenza.
Essendo la lunghezza della circonferenza {\displaystyle c} pari a {\displaystyle 2\pi r} e il raggio lungo {\displaystyle r}, l'angolo di un cerchio equivale a {\displaystyle 2\pi }.
{\displaystyle \alpha ={\frac {2\pi r}{r}}=2\pi .}
Ricordando che la misura della lunghezza della circonferenza è:
{\displaystyle c=2\pi r,}
si può scrivere la seguente proporzione:
{\displaystyle {\frac {\alpha ^{(\circ )}}{l}}={\frac {360^{\circ }}{2\pi r}},}
{\displaystyle \alpha } risulta funzione di {\displaystyle l}:
{\displaystyle \alpha ^{(\circ )}=f\left(l\right),}
ossia
{\displaystyle \alpha ^{(\circ )}(l)={\frac {360^{\circ }\cdot l}{2\pi r}},}
da cui
{\displaystyle \alpha ^{(\circ )}(l)={\frac {l}{r}}\cdot {\frac {360^{\circ }}{2\pi }}.}
Dunque, ponendo {\displaystyle l=r}, dall'equazione precedente si ottiene:
{\displaystyle \alpha ^{(\circ )}(l=r)={\frac {360^{\circ }}{2\pi }}\approx 57{,}29578^{\circ }\approx 57^{\circ }\ 17'\ 44{,}8''=1\;{\rm {{rad}.}}}
Esprimiamo ora un angolo giro in radianti:
{\displaystyle 360^{\circ }={\frac {2\pi }{2\pi }}\cdot 360^{\circ }=2\pi \cdot {\frac {360^{\circ }}{2\pi }}=2\pi \;{\rm {{rad}.}}}
Con la seguente proporzione si ottengono le formule per passare da radianti a gradi sessagesimali e viceversa:
{\displaystyle {\frac {\alpha ^{(\circ )}}{\alpha ^{\mathrm {rad} }}}={\frac {360^{\circ }}{2\pi }}}
{\displaystyle \alpha ^{(\circ )}={\frac {360^{\circ }}{2\pi }}\cdot \alpha ^{\mathrm {rad} }}
{\displaystyle \alpha ^{\mathrm {rad} }={\frac {2\pi }{360^{\circ }}}\cdot \alpha ^{(\circ )}.}

## Utilità della scelta del radiante
La misura del radiante consente di avere formule trigonometriche molto più semplici di quelle che si avrebbero adottando i gradi sessagesimali o altre unità di misura degli angoli.
Sostanzialmente i vantaggi del radiante derivano dal fatto che, con tale unità si ottiene la semplice espressione
{\displaystyle \lim _{x\to 0}{\frac {\sin x}{x}}=1}
e da questa si ottengono molte altre eleganti identità del calcolo infinitesimale che hanno importanti conseguenze pratiche. Tra queste 
{\displaystyle {\frac {d}{dx}}\sin x=\cos x}
{\displaystyle \sin x=x-{\frac {x^{3}}{3!}}+{\frac {x^{5}}{5!}}-\dots }
{\displaystyle \cos x=1-{\frac {x^{2}}{2!}}+{\frac {x^{4}}{4!}}-\dots }
Se si misurassero gli angoli in gradi o in altre unità di misura, formule come le precedenti dovrebbero essere appesantite da costanti di conversione e da loro potenze.

## Conversione gradi-radianti

Schema per la conversione gradi-radianti

Un radiante è pari a {\displaystyle 180/\pi } gradi. Per convertire radianti in gradi è quindi sufficiente moltiplicare per {\displaystyle 180/\pi }:
{\displaystyle \alpha ^{(\circ )}=\alpha ^{(\mathrm {rad} )}\cdot {\frac {180^{\circ }}{\pi }}}
Ad esempio:
{\displaystyle 1{\mbox{ rad}}=1\cdot {\frac {180^{\circ }}{\pi }}\approx 57{,}2958^{\circ };}
{\displaystyle 2{,}5{\mbox{ rad}}=2{,}5\cdot {\frac {180^{\circ }}{\pi }}\approx 143{,}2394^{\circ };}
{\displaystyle {\frac {\pi }{3}}{\mbox{ rad}}={\frac {\pi }{3}}\cdot {\frac {180^{\circ }}{\pi }}=60^{\circ }.}
Analogamente, per convertire gradi in radianti si moltiplica per π/180:
{\displaystyle \alpha ^{(\mathrm {rad} )}=\alpha ^{(\circ )}\cdot {\frac {\pi }{180^{\circ }}}.}
Ad esempio:
{\displaystyle 1^{\circ }=1\cdot {\frac {\pi }{180^{\circ }}}\approx 0{,}0175{\text{ rad}};}
{\displaystyle 23^{\circ }=23\cdot {\frac {\pi }{180^{\circ }}}\approx 0{,}4014{\text{ rad}}.}
| Gradi | Radianti |
| ----- | -------- |
| 0     | 0        |
| 15    | π /12    |
| 30    | π /6     |
| 45    | π /4     |
| 60    | π /3     |
| 90    | π /2     |
| 120   | 2/3 π    |
| 135   | 3/4 π    |
| 150   | 5/6 π    |

| Gradi | Radianti |
| ----- | -------- |
| 180   | π        |
| 210   | 7/6 π    |
| 225   | 5/4 π    |
| 240   | 4/3 π    |
| 270   | 3/2 π    |
| 300   | 5/3 π    |
| 315   | 7/4 π    |
| 330   | 11/6 π   |
| 360   | 2π       |

Si ha quindi:
1 rad = 57,29577 95131 gradi = 3437,74677 07849 primi = 206264,80625 secondi;
1 grado = 0,01745 32925 19943 rad;
1 primo = 0,00029 08882 08666 rad;
1 secondo = 0,00000 48481 36811 rad.